# アーレス (プロレスラー)
アーレス（Ares、1980年1月12日 - ）は、スイス・ビール/ビエンヌ出身の男性プロレスラーである。
身長181センチメートル、体重102キログラム。1998年デビュー。wXw（ウエストサイド・エクストリーム・レスリング）を主戦場とし、日本ではプロレスリング・ノアに参戦した。

## 略歴
スキンヘッドにワイシャツ・ネクタイ・スラックスという特異なコスチュームで闘い、試合中に乱れたネクタイを整え直すパフォーマンスが名物となっている個性派レスラー。しかし、その奇抜な風貌や行動とは裏腹で、レスリングのベースは確かであり、キャッチ・アズ・キャッチ・キャン（欧州スタイルのプロレス）の経験がある。
1998年にドイツでおよそ17歳の時にプロレスラーとしてのデビューを行い、やがてドイツのウエストサイド・エクストリーム・レスリング(wXw)を主戦場とするようになった。 この団体ではヘビー級王座やタッグ王座を幾度も獲得。
以降はドイツのwXwやGSW（ジャーマン・スタンピード・レスリング）、オーストリアのRoE（リングス・オブ・ヨーロッパ）、フランスのFSF（フレンチ・スタンピード・フェデレーション）、さらにはイギリス、スイス、イタリアなど欧州各国を転戦し、各タイトルを奪取。加えてアメリカのインディー・マットにも遠征する。
2005年、欧州遠征中の小橋建太とwXwマットでシングル・マッチで対決。ワイシャツを剥がされた上で強烈なチョップを浴び、完膚無きまで叩き潰され、最後は剛腕ラリアットでとどめを刺された。
2006年10月、ムーラット・ボスポラス等、欧州で活動する選手とともにプロレスリング・ノアに初参戦・初来日した。
2007年にはイギリスのリバプールで開かれたキング・オブ・ヨーロッパ杯という名高いプロレス大会に出場。2008年にはIWAミッドサウスの大会に参加し、2010年からチカラの大会に参戦し始めるなど、欧州大陸を飛び出しての活動も見られるようになった。
スイスの大金持ちというギミックで、試合も袖無しのワイシャツにネクタイというコスチュームで行う。入場時にはジャケットを羽織り、アタッシュケースを提げて登場する。相手の技を受ける前にネクタイを締め直すムーブが特徴である。

## 得意技
- アーレス・ドライバー - タイガー・ドライバーと同じ技。